# Chronicles, Volume One
Chronicles, Volume One ist ein autobiografisches Buch des US-amerikanischen Singer-Songwriters Bob Dylan. Es erschien 2004 bei Simon & Schuster. Die deutsche Übersetzung von Gerhard Henschel und Kathrin Passig (mit Dank für Mitarbeit an Günter Amendt) wurde im selben Jahr im Verlag Hoffmann und Campe veröffentlicht.

## Inhalt
Im Januar 1961 war Bob Dylan in New York angekommen; Ende November des Jahres fanden dort in den Columbia Recording Studios die Aufnahmen zu seiner ersten LP statt. Die ersten zwei Kapitel des Buchs handeln von der dazwischen liegenden Zeit.
1. Markin’ Up the Score. Dylan beginnt seine Erinnerungen mit dem vermutlich entscheidenden Ereignis seines ersten Jahres in New York, mit dem Plattenvertrag, den er bei Columbia Records unterschreibt, nachdem deren Produzent John Hammond auf ihn aufmerksam geworden war. Von dort geht es aber sogleich zurück zur Ankunft in New York – im „klirrenden Frost“ des Januar 1961 – und zu seinen ersten Kontakten zur Folkszene des Greenwich Village. Er schildert seine Begegnungen mit Fred Neil und Karen Dalton im „Cafe Wha?“ und mit Dave Van Ronk im „Gaslight“. Tagsüber verbringt er seine „Zeit im Folklore Center, der Hochburg des amerikanischen Folk“ und lernt dort den Besitzer kennen, Izzy Young, einen „Folk-Enthusiasten der alten Schule“. – Im letzten Absatz dieses ersten Kapitels heißt es: „Ich verließ das Folklore Center [...]. Mein Atem gefror in der Luft, aber ich spürte die Kälte nicht. Ich war unterwegs zu den Sternen.“
2. The Lost Land. Als Gast eines jungen Paares, in einer Wohnung nicht weit vom Hudson River entfernt, hat Dylan Unterkunft gefunden. Er schreibt: „Ich kann nicht mehr sagen, wann ich auf die Idee gekommen bin, meine eigenen Songs zu schreiben.“ Aber dies knappe Jahr vor den Aufnahmen zu seinem Debütalbum ist die Zeit, als er sich zum Songwriter entwickelt. „Eins war klar: Wenn ich Folksongs komponieren wollte, brauchte ich irgendeine neue Vorlage, eine philosophische Identität, die Bestand hatte.“ Und so saugt er alles auf, auf das er zufällig in der riesigen Bibliothek seiner Gastgeber stößt – von naheliegenden Entdeckungen wie Faulkners The Sound and the Fury (Schall und Wahn) bis zu überraschenden Funden wie Clausewitz’ Vom Kriege – oder das er gezielt aufsucht in der New York Public Library: alte Zeitungen, in denen die großen Ereignisse der US-amerikanischen Geschichte beschrieben sind. Und es ist die Zeit, in denen er einigen seiner Heroen, die er vorher nur dem Namen nach kannte, leibhaftig begegnet. So lernt er auf einer Party Cisco Houston und Pete Seeger, Harold Leventhal und Moe Asch, Sonny Terry und Brownie McGhee kennen. Zumindest im Rückblick auf dieses Jahr, so wie er es im Buch schildert, kann er sich sagen: „Die Zukunft bereitete mir keine Sorgen. Sie stand vor der Tür.“
3. New Morning. Es ist Mai 1968, als dieses Kapitel einsetzt. „Ich hatte einen Motorradunfall gehabt [Ende Juli 1966] und mich verletzt, aber ich erholte mich. In Wahrheit wollte ich der Tretmühle den Rücken kehren.“ Das ist zum einen die Tretmühle der Live-Konzerte; zum anderen sieht er sich mehr und mehr gezwungen, den Belästigungen durch „ungebetene Gäste, Gruselgestalten, Eindringlinge und Aufwiegler“ in seinem „Refugium“ in Woodstock und den irrsinnigen in ihn gesetzten Erwartungen zu entfliehen: „Legende, Ikone [...], das war kein Problem. [...] Prophet, Messias, Retter – das [waren] die schweren Geschütze“. – Dylan erzählt dann eine, vor dem Erscheinen von Chronicles weniger bekannte, Episode. Der Dichter Archibald MacLeish war an ihn herangetreten mit der Frage, ob Dylan Songs für sein nächstes Theaterstück schreiben wolle. Dylan besucht MacLeish zweimal, besonders gut kommen die beiden nicht miteinander klar, aber es entstehen ein paar Songs, für die Dylan auf seinem nächsten Album, New Morning, Verwendung findet. –  Am 7. Juni 1970 wird Dylan, da ist er gerade einmal 29 Jahre alt, an der Princeton University mit einem Ehrendoktortitel ausgezeichnet. Als der Redner sagt, Dylan sei „die authentische Stimme des ruhelosen und besorgten Gewissens des Jungen Amerika“, trifft ihn fast der Schlag: „Schon wieder. Nicht zu fassen! Ich war ihnen wieder auf den Leim gegangen.“ – Das Kapitel endet mit ein paar Erinnerungen an die Aufnahmen zu dem Album mit dem programmatischen Titel New Morning.
4. Oh Mercy. Das einzige Kapitel, in dem gleich zu Beginn eine Jahreszahl mitgeteilt wird: „Wir schrieben das Jahr 1987“. Dylan ist von Selbstzweifeln geplagt: Seine „Live-Auftritte [seien] dem Geist der Songs [nicht mehr] gerecht geworden“, „seine eigenen Songs [seien ihm] fremd geworden“ – er habe sich „erledigt“ gefühlt, als „ausgebranntes Wrack“. Dennoch absolviert er noch den letzten Abschnitt einer langen Tournee mit Tom Petty & the Heartbreakers und daneben, in Tourneepausen, auch noch einzelne Auftritte mit der Band Grateful Dead. Aber: „Es sollte das letzte Mal sein.“ Es folgen ein paar Erlebnisse, die ihn dann doch wieder Tritt fassen lassen: In einem Jazzclub hört er einen Sänger, bei dem er spürt, wie dieser „ältere Mann [...] die Quelle seiner Energie“ erschließt. Und er experimentiert mit einem Stil des Gitarrenspiels, der sich an Lonnie Johnson orientiert: „etwas Lebendigeres mit schärferen Konturen“. Schließlich beginnt er mit dem Schreiben der ersten Songs für sein nächstes Album Oh Mercy: Political World und What Good Am I?, zunächst nur die Texte, „eine Melodie hatten sie [zu diesem Zeitpunkt] beide nicht“. Selbstironisch teilt er Strophen der Songs mit, die er jedoch verworfen habe. „What good am I if I'm walking on eggs, if i'm wild with excitement and wet between the legs?“ Den Abschluss des Kapitels bildet eine ausführliche Darstellung der Aufnahmesessions, der Erarbeitung aller einzelnen Songs von Oh Mercy in New Orleans unter der Leitung des Produzenten Daniel Lanois, inklusiv aller Reibereien zwischen beiden. Zwischendrin, „nach ungefähr einem Monat in New Orleans“, macht er ein einen Motarradausflug mit seiner Frau; auch den schildert Dylan in – nahezu – aller Ausführlichkeit. „Es war schön, einmal nur zu zweit unterwegs zu sein.“
5. River of Ice. Das letzte Kapitel beginnt, indem es zeitlich zunächst am weitesten zurückgeht – in den Sommer 1959, als Dylan in Minneapolis lebt. Schon dort, wie später in New York, zieht es ihn in die lokale Folkszene. In Minneapolis ist sie beheimatet im Dinkytown. Dort ist es, wo er auf die Musik des Mannes stößt, den er persönlich erst später selbst kennenlernen wird: Woody Guthrie – dessen Musik ist für Bob Dylan „eine Offenbarung“. Und er hört die ersten Songs von Joan Baez – „eines Tages sollten sich unsere Wege kreuzen“, schreibt er. – Doch „es war Zeit für mich, Minneapolis zu verlassen“. Dies letzte Kapitel setzt dann fort, was in den ersten zwei erzählt wurde: Die prägenden Erlebnisse des Jahres 1961 bis zu den Aufnahmen der Songs des ersten Dylan-Albums. Einige dieser prägenden Erlebnisse verdankt er seiner ersten großen Liebe: Suze Rotolo, die Frau, mit der er später auf dem Cover seiner zweiten LP zu sehen sein wird. „Eine ganz neue Welt tat sich mir auf“, schreibt er, „die Welt der Kunst.“ Über Suze Rotolo, die an einer Musikrevue mitarbeitet, stößt er auch auf die Songs von Bertolt Brecht und Kurt Weill: „Am meisten beeindruckte mich eine atemberaubende Ballade, A Ship the Black Freighter (Und ein Schiff mit acht Segeln), eigentlich [...] Pirate Jenny (Die Seeräuber-Jenny).“ Schließlich „das nächste große Erlebnis“: Die Gedichte von Arthur Rimbaud und dessen Satz, der Dylan „unmittelbar einleuchtete“: „Je est un autre (Ich ist ein anderer).“

### Über einige eigene Alben (Zitate)
- „... er [Dostojewski] schrieb Geschichten, um sich seine Gläubiger vom Leib zu halten. So wie ich, als ich in den frühen Siebzigern Alben veröffentlichte, um mir meine Gläubiger vom Leib zu halten.“
- (Über Nashville Skyline:) „Nach meiner Rückkehr nahm ich schnell ein Album auf, das wie eine Country & Western-Platte daherkam, und ich achtete darauf, daß sich auch alles schön zahm und stubenrein anhörte. Die Musikpresse konnte nichts damit anfangen. Außerdem sang ich mit einer anderen Stimme. Die Leute kratzten sich am Kopf.“
- (Über Self Portrait:) „Ich stellte ein Doppelalbum zusammen, indem ich alles, was mir einfiel, an die Wand warf, und das veröffentlichte, was klebenblieb. Dann kratzte ich alles zusammen, was heruntergefallen war, und schob es hinterher.“
- (Über New Morning:) „Manche Kritiker fanden das Album stumpf und sentimental, weich in der Birne. Meinetwegen. Andere feierten es als Wiederkehr des alten Dylan. Na endlich. Auch das wollte nicht viel heißen.“
- (Über Blood on the Tracks:) „Schließlich nahm ich ein ganzes Album auf, das auf Tschechows Erzählungen basierte – Kritiker hielten es für autobiographisch, was mir nur recht war.“
- (Über Oh Mercy:) „Lanois hatte ein beklemmendes Album geschaffen, das einen nicht losließ und das an keiner Stelle hakte oder klemmte. Er hatte gesagt, daß er mir helfen wollte, eine Platte zu machen, und er hatte Wort gehalten. [...] Ein großer Teil der Songs hielt sich ausgezeichnet, und viele von ihnen habe ich schon oft gespielt. Gern hätte ich ihm mehr Songs von der Sorte geliefert, die er sich wünschte, Songs wie Masters of War, Hard Rain und Gates of Eden, aber solche Songs waren unter anderen Umständen entstanden, und die Umstände wiederholen sich nie. Jedenfalls nicht in derselben Form. Ich hatte keinen Zugang zu solchen Songs, weder für ihn noch für irgendwen sonst. Dazu braucht man Kraft und die Gabe, Geister zu beschwören. Einmal war es mir gelungen, und das sollte genügen.“

## Hintergrund
Im Klappentext der ersten Auflage der deutschsprachigen Ausgabe von Chronicles, Volume One hieß es, Bob Dylans „langerwartete Autobiografie [sei] auf insgesamt drei Bände angelegt“. Bis heute (Stand: Ende Dezember 2024, also zwanzig Jahre nach Erscheinen von Volume 1) sind allerdings keine weiteren Bände erschienen, und auf der Website des Verlages Hoffmann und Campe heißt es lapidar: „Chronicles. Volume 2 und 3 sind bis dato nicht erschienen.“

## Rezeption
„Nichts nimmt in dem Buch so viel Raum ein wie die Paranoia eines Woody-Guthrie-Kopisten aus der Provinz, der 1962 mit Mundharmonika und Gitarre seinen Robert Zimmerman im New Yorker Greenwich Village tauscht gegen Bob Dylan. [...] Ohne chronologische Ordnung springt er von Episode zu Episode. Einmal will er der Picasso der Musik sein, ein anderes Mal notiert er, er habe aus demselben Grund Platten verfertigt wie Dostojewski Romane: "Um die Gläubiger ruhigzustellen". Das ist, mit Verlaub, bullshit. [...] Eine seltsame Freudlosigkeit, die unterdrückten Krämpfe des Paranoikers, fällt über alles Private.“

„[...] ein cool-gelassen erzähltes Arbeitsjournal ohne Abrechnungen und Intimitäten.“

„[...] die Chuzpe, mit der er stets haarscharf an den Ereignissen vorbeierzählt, auf deren Enthüllung seine Fans so dringend gewartet haben. Nichts also über die Revolution der Rockmusik, kaum ein Wort über die wichtigsten Alben, nichts von der Ehescheidung, nichts von Jesus. Gerade so aber entsteht hier ein plastisches Selbstporträt aus schrägen Perspektiven.“

“It's not a memoir [...], it's a bildungsroman [...].”

## Ausgaben
- Chronicles: Volume One. Simon & Schuster, New York 2004, ISBN 978-0-7432-2815-2.
- Chronicles, Volume One. Hoffmann und Campe, Hamburg 2004, ISBN 978-3-455-09385-8. – Dritte Auflage: 2016.

### Audio-Ausgaben
- Chronicles: Volume One. Gekürzte Fassung, gelesen von Sean Penn. Simon & Schuster, New York 2004, ISBN 978-0-7435-0161-3.
- Chronicles, Volume One. Gelesen von Wolfgang Niedecken. Hoffmann und Campe, Hamburg 2005, ISBN 978-3-455-30391-9.